# Múscul semiespinós cervical
El múscul semiespinós cervical (musculus semispinalis cervicis) és un dels tres grups de músculs semiespinosos que alhora formen part del gran grup muscular dels músculs tranversospinals. Sorgeix mitjançant una sèrie de fibres tendinoses i carnoses de les apòfisis transversals de les cinc o sis vèrtebres dorsals superior (D1-D6) i s'insereix en les apòfisis espinoses cervicals, des de l'axis (C2) fins a la cinquena vèrtebra cervical inclosa (C5).
El fascicle connectat amb l'axis és el més gran i l'estructura està constituïda principalment de fibres musculars. El múscul semiespinós cervical és més gruixut que el semiespinós dorsal.

## Imatges
- Secció del coll a nivell de la vèrtebra C6.

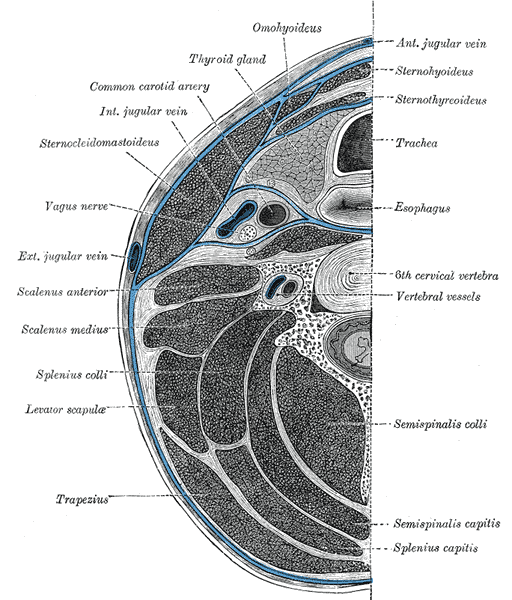
Es mostra la fàscia cervical profunda. El múscul semiespinós del cap és visible a la part inferior dreta.